# Componente Rivadavia
Componente Rivadavia es la denominación utilizada por el INDEC para designar al continuo urbano y a toda el área urbana del departamento Rivadavia que corresponde al aglomerado urbano del Gran San Juan.
Este componente del Gran San Juan está localizado en sector oeste de la nombrada aglomeración, al este de ya dicho departamento en el centro sur de la provincia de San Juan, casi en el centro oeste de Argentina.

## Población
El componente Rivadavia cuenta con 75,950 habitantes (Indec, 2001)

## Composición
El componente, a su vez, está subdividido por:
- Rivadavia: ubicado al este, centro administrativo e institucional.
- La Bebida: ubicado al suroeste.
- Marquesado, localizado en el sector noroeste.